# 齐村镇 (曲阳县)
齐村镇，是中华人民共和国河北省保定市曲阳县下辖的一个乡镇级行政单位。原齐村乡于2017年初撤乡设镇。

## 行政区划
齐村镇下辖以下地区：
北雅握村、南雅握村、小口头村、五会村、店上村、西峪里村、齐村、桃户地村、舍山村、莲花沟村、西五会村、内河村、古家庄村、辘轳沟村、温家庄村、刘家庄村、迈岭村、南赤岸村、北赤岸村、东砂湾村和西砂湾村。